# 城门基督教堂
26°00′02″N 119°21′58″E / 26.000543°N 119.366135°E城门基督教堂，位于福州市仓山城门镇城门街206号。

## 历史
1941年（民国三十年），陈景英、黄淑媛放弃了在南洋的优越生活条件，受福州中华基督教联合会干事吴景崧的邀请，毅然回到福州参加该地的工作。从此她俩就在城门、敖里、黄山、胪厦、石步等各村传道。
1943年（民国三十二年），她们在敖里聚会时，租了城门路边的一座大厝作聚会所。同年10月中旬成立了“城敖福音堂”。
1945年（民国三十四年）又设立“蒋宅祈祷所”。因此，“城敖福音堂”包括了城门、敖里、蒋宅三个乡，圣堂设在城门乡林家振兄弟家的二楼。
1951年，教堂被银行征用，礼拜堂搬到本乡下村民房中聚会。
1953年基督教界著名人士吴耀宗先生发起“三自”革新运动，从此教会摆脱了过去西方教会的控制，1956年“城敖福音堂”并入中华基督教卫理公会。“由林圣恩教区长委任陈景英、黄淑媛两位师姑兼石步、胪厦、黄山、螺洲各乡聚会点的工作，并向连坂、潘墩、林浦一带传道。“文化大革命”期间停止宗教活动，1983年才恢复。
1995年，由信徒捐献一块厝地，经有关宗教部门批准，重建新堂。经七年努力，于2001年落成，新堂面积1300平方米，楼高5层，钟楼为尖顶式，可容纳1400多人。新堂落成之日，举行献堂典礼，由郑玉桂牧师主持崇拜和证道仪式，命名为“基督教城门堂”。现有执事7人，信徒约2000人，在城门镇的十几个自然村建立聚会点。